# Абдул Азиз бин Салех Хабтур
Абдель Азиз Салех бен Хабтур (араб. عبد العزيز صالح بن حبتور‎; род. 8 августа 1955, Гарир Шабва, Протекторат Аден) — йеменский политический деятель.
Хабтур является членом Всеобщего народного конгресса, заседая в его постоянном комитете с 1995 года. Будучи союзником президента Хади, он осудил государственный переворот в 2014—2015 годах. Также он является решительным противником сепаратистского движения на юге Йемена, заявляя, что движение слишком раздроблено и мало для достижения своих целей.
В октябре 2016 года Абдул Хабтур был назначен премьер-министром в прохуситском правительстве Йемена, заседающем в столице страны — Сане.
5 апреля 2017 года появилась информация, что Хабтур подал в отставку. Это произошло, якобы, после того, как ополченцы «Ансар Аллах» ворвались в штаб-квартиру Генеральной администрации по вопросам социального обеспечения и пенсий в Сане и взяли на себя распространение средств, предназначенных для пенсионеров. Однако по состоянию на 26 апреля выступил с предложением к ООН взять под наблюдение порт Ходейда, расположенный на Красном море, с целью ограничить контрабанду оружия. Таким образом он продолжает деятельность на своём посту.
10 августа 2024 года бин Хабтур был назначен членом Верховного Политического Совета.